# Konrad-Adenauer-Gymnasium (Westerburg)
Das Konrad-Adenauer-Gymnasium in Westerburg (kurz: KAG Westerburg) ist ein städtisches Gymnasium mit ca. 800 Schülern und ist in der herkömmlichen Halbtagsform ausgestattet. Dem Kollegium gehören ca. 85 Lehrkräfte an. Seit dem 2. April 2019 wird die Schule von Thomas Wittfeld geleitet. Schulträger ist der Westerwaldkreis.

## Profilzweige

### Sprachliches Profil

#### Bilingualer Sachfachunterricht
Interessierte und geeignete Schüler erhalten im zweiten Halbjahr der Klasse 5 (zwei Stunden pro Woche) und in Klasse 6 (1 Stunde pro Woche) zusätzlichen Englischunterricht. Die erfolgreiche Teilnahme am bilingualen Vorkurs ermöglicht den Besuch einer bilingualen Klasse 7. In den Klassenstufen 7 bis 10 findet jeweils ein Fachunterricht in englische Sprache statt. Das auf Englisch unterrichtete Fach variiert in den Jahrgangsstufen. In der gymnasialen Oberstufe können die Schüler im gesellschaftswissenschaftlichen Bereich entweder ein Leistungsfach und ein Grundfach „Gemeinschaftskunde bilingual“ wählen oder zwei Grundfächer, davon eines „Gemeinschaftskunde bilingual“. Die Teilnahme am bilingualen Unterricht soll auch ein Studium oder eine Berufsausbildung im Ausland erleichtern sowie berufliche Chancen in Berufszweigen mit internationalen Verbindungen erhöhen. Zusätzlich vertieft bilingualer Unterricht kulturelle Kenntnisse der englischsprachigen Welt und fördert das Verständnis für unterschiedliche Sichtweisen bei der Beurteilung historischer oder gesellschaftlicher Zusammenhänge.

#### Schüleraustausch
Der Schüleraustausch mit den Partnerschulen im Burgund (Frankreich) und Krakau (Polen), die Fahrt zu den Partnerschulen in den USA und die Hastingsfahrt (England) findet seit vielen Jahren statt.

### Ökonomische Bildung
Entsprechend dem Konzept der Ökonomischen Bildung als Teil der Allgemeinbildung sind ökonomische Inhalte in den Unterricht der verschiedenen Fächer aller Schulstufen integriert. Die planvolle Vorbereitung der eigenen Studien- und Berufswahl hat angesichts der auch für die Zukunft zu vermutenden Zunahme diskontinuierlicher Berufsbiographien zentralen Stellenwert im Sinne der Zielvorstellung von Selbstbestimmung und Selbstentfaltung der Schüler sowie der Bereitschaft zur Übernahme von Verantwortung im gesellschaftlichen Zusammenhang. Dabei liegt der Akzent auf der Befähigung zu Eigeninitiative und Eigenverantwortlichkeit, um bestehende Chancen zu erkennen und ergreifen zu können. In der Jahrgangsstufe neun nehmen alle Schüler an einem 1-2-wöchigen Betriebspraktikum teil. Ein Bewerbertraining wird mit vernetzten Partner aus der Region durchgeführt. Die Klassenstufen 10 bis 13 nehmen an einem Berufs- und Studieninformationstag teil. In der gymnasialen Oberstufe wird eine Beratung durch die Agentur für Arbeit, ein Assessment-Center-Training, der Berufswahlunterricht durch die Agentur für Arbeit, ein Besuch der Universität Mainz (Tag der offenen Tür, BISS-Angebote) sowie Veranstaltungen zur Berufs- und Studienorientierung mit Vertretern von Hochschulen, Fachhochschulen, Unternehmen, Studenten, Ehemaligen und Eltern als Experten durchgeführt.

### Musisch-künstlerischer Bereich
Der Musikunterricht am Konrad-Adenauer-Gymnasium Westerburg vermittelt Schülern durch die Verbindung von Theorie und Praxis – von der Auseinandersetzung mit alten Werken bis hin zur differenzierten Betrachtung moderner Stilrichtungen – die Vielfalt musikalischer Ausdrucksformen. Deshalb erhebt die Fachschaft Musik den Anspruch, alle Sinne durch einen möglichst komplexen Unterricht zu erreichen und im gemeinsamen Musizieren, Singen, Werkhören und Tanzen sowohl zu sensibilisieren als auch weiterzuentwickeln. Musik soll so am Konrad-Adenauer-Gymnasium über den regulären Unterricht hinaus erfahrbar und erlebbar gemacht werden. Das Gymnasium öffnet sich dem Publikum an den jährlich stattfindenden Frühjahrskonzerten, Do-It-Yourself-Abenden, Oberstufenkonzerten und außerschulischen Auftritten, bei denen Schüler aller Altersstufen solistisch, in der Gruppe oder im Rahmen von Klassenbeiträgen ihr einstudiertes Repertoire darbieten. Zu den Ensembles des Konrad-Adenauer-Gymnasiums Westerburg zählen der Unter- und Mittelstufenchor, die Unter- und Mittelstufenband, der Oberstufenchor, der A-cappella-Chor, die Bigband, die Tanzgruppe „KAGeneration“, die Gitarrengruppe sowie die Geigen- und Gitarren-AG der Kreismusikschule Westerwald, mit der das Gymnasium seit vielen Jahren eine Zusammenarbeit pflegt.

### MINT-freundliche Schule

#### „BNE-Schule“
Seit 2001 gehört das Konrad-Adenauer-Gymnasium dem Netzwerk der „Ökologischen Schulen“ in Rheinland-Pfalz an. Heute tragen diese Schulen den Titel „BNE-Schule“, da die Projekte nicht mehr nur auf klassischen Umweltschutz abzielen, sondern den Aspekt der Nachhaltigkeit in den Fokus rücken. Die Schule legt besonderen Wert auf den Umwelt- und Artenschutz und trägt deshalb schon seit 2001 den Titel „Ökologische Schule“. Die schulinterne Umwelt- und Wildbienen-AG gewann 2009 beim Bundesumwelt-Wettbewerb in Kiel einen Sonderpreis für ihr Engagement für den Umweltschutz. Vielfältige Informationsveranstaltungen zu den Themen Wasser, Klima, Recycling und Energie motivieren zu einem verantwortungsvollen Umgang mit Ressourcen im Schulalltag wie auch zu Hause. Entsprechend wird auch eine Fotovoltaikanlage sinnvoll in den Unterricht eingebunden und es stehen Sammelbehälter für Korken, Druckerkartuschen, CDs und Altbatterien zur Verfügung. Die regelmäßig stattfindenden Umweltprojekttage und -bildungsfahrten ermöglichen den Schülern eine intensive Auseinandersetzung mit Umwelt- und BNE-Themen, die häufig in Facharbeiten und Öffentlichkeitsarbeiten mündet. Umfangreiche Handlungsmöglichkeiten werden den Schülern durch die Teilnahme an Umwelt- und Wildbienen-AG und durch die Gestaltung und Pflege des Schulbiotops geboten. Die alljährliche Apfelernte auf unserer Streuobstwiese und die anschließende Saftproduktion liegen in der Verantwortung der AG-Schüler. In der Imker-AG kümmern sich Schüler verantwortungsvoll um die schuleigenen Bienenvölker und produzieren unseren Schul-Honig. Die Schüler der Jahrgangsstufe fünf erleben Biodiversität durch den direkten Kontakt mit Tieren und Pflanzen mit der Intention, eine stärkere Bindung zur Natur zu entwickeln. Dazu besuchen sie mit dem Vogelpark in Uckersdorf zusätzlich den außerschulischen Lernort „Zoo“. Im Wahlfach Naturwissenschaften ab Jahrgangsstufe 9 bildet die Ökologie einen Schwerpunkt und erlaubt den Schülern vielfältige Freilandarbeiten in unserem Schulbiotop. Jede Klasse wählt neben dem Klassen- auch einen Umweltsprecher. Diese wählen dann den Schulumweltsprecher.

#### Naturwissenschaftlicher Schwerpunkt
Der naturwissenschaftliche Schwerpunkt am Konrad-Adenauer-Gymnasium Westerburg wird bestimmt durch die themen- und unterrichtsbezogenen Seminartage in der Klassenstufe 10, ein durchgängiges Leistungskursangebot für alle drei naturwissenschaftlichen Fächer in der Oberstufe, ein zweitägiges Experimentierpraktikum der Jahrgangsstufe 12 an der Universität Göttingen, zusätzliche Angebote für interessierte und leistungsfähige Schüler im AG-Bereich sowie das Wahlfach Naturwissenschaften in den Klassenstufen 9 und 10. Dieses Wahlfach ist den dritten Fremdsprachen Französisch, Latein und Spanisch im Sinne der Schulordnung gleichgestellt. Besonders begabten und leistungswilligen Schülern ermöglicht das Konrad-Adenauer-Gymnasium die Teilnahme sowohl am Wahlfach Naturwissenschaften als auch an einer dritten Fremdsprache. Die offizielle Einweihung des um- und neugestalteten Schulgebäudes am 2. März 2012 führte zu einer zusätzlichen Verbesserung der naturwissenschaftlichen Unterrichtsmöglichkeiten. Eine weitere Besonderheit ist der jährlich stattfindende „RoboCup“-Wettbewerb, an dem Schülerteams mit autonom gesteuerten Roboterautos teilnehmen.

#### Bereich Medienkompetenz
Das KAG gilt als Medienkompetenzschule. Die Medienkompetenz in der Orientierungsstufe wird in erster Linie durch das Fach CT („Computertechnologien“) in den Bereichen Betriebssystem, Textverarbeitung, Präsentation und Internet gefördert. In den 6. bis 8. Klassen schließen sich jeweils kurze Projekte zum Thema „kompetente und sichere Internetnutzung“ im Rahmen des Jugendmedienschutzes an. Im Unterricht der Mittelstufe werden die Fähigkeiten und Fertigkeiten in der Nutzung neuer Medien vertieft, so dass in der Oberstufe das Fach Informatik die Medienkompetenz der Lernenden gezielt weiterentwickelt. Die Schüler der 7. Klassen haben außerdem die Möglichkeit, an Kursen zur Erlangung des ICDL teilzunehmen.

### Demokratielernen und Partizipation

#### Netzwerk „Starke Schüler“ zur Prävention und Intervention
Die Tätigkeitsfelder für Prävention und Intervention umfassen Streitschlichtung, Cybermobbing, Suchtprävention, Erlebnispädagogik, No Blame Approach (Mobbingintervention), Konfliktlösung in großen Gruppen, Demokratielernen, Bewegte Pause, Trauerbegleitung, SV-Arbeit (Verbindungslehrer und Schülervertreter), Classroommanagement, Jugendmedienschutz und kollegiale Fallberatung sowie Supervision. Unterstützung erfährt dieser Bereich durch die Schulsozialarbeit sowie Schulseelsorge.

#### Integration
Bereits in Klasse 5 unterstützt die Erlebnispädagogik die Bildung der Klassengemeinschaft. Der in den Klassenstufe 5 und 6 durchgeführte „Klassenrat“ stützt die Klassengemeinschaft außerdem und führt gezielt demokratische Elemente in das Schulleben ein. In den Klassen 7 und 8 wird integrativ im Unterricht die Klassengemeinschaft weiterentwickelt und der Einzelne in seiner Entwicklung gefördert. Zum Präventionskonzept gehören die extern unterstützte Gestaltung eines Tages zum Thema Sucht sowie die Durchführung des Sozialen Tages. Die Planung und Durchführung der gemeinsamen Klassenfahrt steht gleichermaßen für die Stärkung der Sozial- und Planungskompetenzen; gemeinsame Erlebnisse außerhalb des schulischen Rahmens verlangen Toleranz, Geduld und verantwortliches Handeln. Die auf zwei Tage angelegte Veranstaltung der Integrations- und Methodentage des Jahrgangs 11 dient zum besseren Kennenlernen von Mitschüler sowie der Stammkursleiter durch die gemeinsame Arbeit mit dem Schwerpunkt Kommunikation.

#### Demokratielernen und Partizipation
Seit 2003 nahm das Konrad-Adenauer-Gymnasium am Modellversuch „Entwicklung und Erprobung von Beteiligungsmöglichkeiten von Schülern in und außerhalb von Schulen“ im Rahmen des Projekts „Demokratie lernen & leben“ der Bund-Länder-Kommission teil. Seit 2011 ist die Schule Mitglied im Netzwerk Nord als Modellschule für Partizipation und Demokratie. Durch vielfältige Klassenämter, die Einführung des „Klassenrats“ in der Orientierungsstufe sowie die Durchführung des Schülerparlamentes wird eine hohe Partizipation der Lernenden an der Gestaltung des Schullebens erreicht. Neben dem Erwerb von Sozial- und Selbstkompetenz vertieft dies den Bereich des Demokratielernens.

## Einzugsraum
An der Schule werden Schüler aus dem gesamten mittleren (zum Beispiel: Verbandsgemeinde Selters, Verbandsgemeinde Westerburg, Verbandsgemeinde Hachenburg) und östlichen Westerwaldkreis (Verbandsgemeinde Rennerod, Verbandsgemeinde Bad Marienberg, Verbandsgemeinde Wallmerod) unterrichtet, bis hinein nach Hessen (zum Beispiel: Dornburg) und den Landkreis Altenkirchen (zum Beispiel: Nisterberg).

## Geschichte
Bis Ende der 1950er Jahre gab es auf dem Gebiet des damaligen Oberwesterwaldkreises kein Gymnasium. Auf dem Gebiet des Kreises gab es drei Realschulen. Schüler, die das Abitur anstrebten, mussten jedoch die Schulen in Montabaur, Hadamar, Limburg, Altenkirchen, Wissen, Betzdorf oder Herborn besuchen. Nachdem die Landesregierung ihre Zustimmung zur Errichtung eines Gymnasiums erteilt hatte, kam es am 27. Oktober 1958 im Kreistag zu einer Kampfabstimmung um den Sitz der Schule. Im vierten Wahlgang setzte sich Westerburg gegen Hachenburg und Bad Marienberg durch.
Am 1. April 1960 nahm die neue Schule ihren Unterrichtsbetrieb auf. Sie trug zunächst den Namen „Staatliches Mathematisch-Naturwissenschaftliches Progymnasium – im Aufbau – Westerburg“. Als Schulgebäude diente zunächst das einzige städtischen Schulgebäude, das die Volks- und die Realschule beherbergte. Aus den zwei Anfangsklassen mit 84 Schülern des ersten Jahrgangs wurden nach fünf Jahren bereits 12 Klassen mit 440 Schülern. Die Unterbringung erfolgte nun zusätzlich in Pavillons. Im Schuljahr 1965/66 konnte das neue Schulgebäude bezogen werden. Es wurde nach den Plänen von Edmund Zens erbaut und umfasste 140 Räume. Ab dem 1. April 1966 lautete der Name der Schule „Staatliches Neusprachliches und Mathematisch-Naturwissenschaftliches Gymnasium – im Aufbau Westerburg/Westerwald“. 1967 waren alle Klassenstufen bis zur 13. Klasse eingerichtet und das „im Aufbau“ im Schulnamen konnte verschwinden. 1972 musste bereits ein Erweiterungsbau bezogen werden: Mitte der 1970er Jahre hatte die Schule fast 1200 Schüler. 1976 wurde die Schule nach dem ersten Bundeskanzler der Bundesrepublik Deutschland benannt. Zum 50. Jahrestag der Gründung der Schule wurde eine Chronik herausgegeben.
Seit einigen Jahren liegen die Schülerzahlen auf konstant hohem Niveau.

## Bekannte Absolventen
- Christoph Bautz, Schauspieler
- Carmen Birkle, Amerikanistin
- Boris Büchler, Sportjournalist
- Katja Burkard, Fernsehmoderatorin
- Klaus Fischer, Biologe
- Jörg Geibert, Politiker (CDU), Innenminister in Thüringen
- Frank Göbler, Slawist
- Sven Görtz, Hörbuchsprecher
- Helmut Hoyer, ehemaliger Rektor der Fernuniversität in Hagen
- Anna Kirschstein, Bühnen- und Kostümbildnerin[13]
- Henning Münch, Musiker
- Frank Schimmelfennig, Politikwissenschaftler
- Torsten C. Schmidt, Chemiker[14]
- Torgen Schneider, Journalist